# Infinity (album de Devin Townsend)
Pour les articles homonymes, voir Infinity.
Albums de Devin Townsend
Ocean Machine: Biomech
(1997) Physicist
(2000)
Infinity est le troisième album solo du musicien canadien Devin Townsend, et le premier album qu'il sort sous son propre nom. Il est sorti en 1998 chez HevyDevy Records, puis chez InsideOut Music. 

## Sortie
C'est le premier album publié sous son nom réel, marquant une étape importante dans sa carrière. L'album combine des éléments de métal progressif, de rock expérimental et de jazz fusion, reflétant la diversité musicale de Townsend

## Liste des pistes
La version d'Infinity de InsideOut a des noms différents pour plusieurs morceaux, listés entre parenthèses. Elle contient aussi trois pistes bonus.
Toutes les chansons sont écrites et composées par Devin Townsend sauf indication contraire.
| 1.    | Truth                              |                  | 3:58 |
| 2.    | Christeen                          | Townsend, Ginger | 3:41 |
| 3.    | Bad Devil                          |                  | 4:52 |
| 4.    | War                                |                  | 6:29 |
| 5.    | Soul Driven (Soul Driven Cadillac) |                  | 5:14 |
| 6.    | Ants                               |                  | 2:01 |
| 7.    | Colonial Boy (Wild Colonial Boy)   |                  | 3:04 |
| 8.    | Dynamics (Life Is All Dynamics)    |                  | 5:08 |
| 9.    | Unity                              |                  | 6:07 |
| 10.   | Noisy Pink Bubbles                 |                  | 5:22 |
| 46:41 |                                    |                  |      |

| Pistes bonus | Pistes bonus                              | Pistes bonus | Pistes bonus | Pistes bonus | Pistes bonus | Pistes bonus | Pistes bonus | Pistes bonus | Pistes bonus |
| No           | Titre                                     | Durée        |              |              |              |              |              |              |              |
| ------------ | ----------------------------------------- | ------------ | ------------ | ------------ | ------------ | ------------ | ------------ | ------------ | ------------ |
| 11.          | Sister (version concert acoustique)       | 2:15         |              |              |              |              |              |              |              |
| 12.          | Hide Nowhere (version concert acoustique) | 5:03         |              |              |              |              |              |              |              |
| 13.          | Man ('96 Demo)                            | 5:12         |              |              |              |              |              |              |              |
| 59:11        |                                           |              |              |              |              |              |              |              |              |

La liste des morceaux prévue au départ est différente de celle de l'album final. À cause de contraintes de temps, Townsend n'a pas pu terminer certaines chansons. Celles-ci sont sorties plus tard, sur l'EP Christeen + Four Demos. La liste originelle est :
| Liste des pistes originelle | Liste des pistes originelle                                                | Liste des pistes originelle | Liste des pistes originelle | Liste des pistes originelle | Liste des pistes originelle | Liste des pistes originelle | Liste des pistes originelle | Liste des pistes originelle | Liste des pistes originelle |
| No                          | Titre                                                                      | Durée                       |                             |                             |                             |                             |                             |                             |                             |
| --------------------------- | -------------------------------------------------------------------------- | --------------------------- | --------------------------- | --------------------------- | --------------------------- | --------------------------- | --------------------------- | --------------------------- | --------------------------- |
| 1.                          | Truth                                                                      | 3:38                        |                             |                             |                             |                             |                             |                             |                             |
| 2.                          | Processional - Star Child Rise - Welcome Home - Metamorph - Infinite Waltz | 11:42                       |                             |                             |                             |                             |                             |                             |                             |
| 3.                          | Christeen                                                                  | 3:41                        |                             |                             |                             |                             |                             |                             |                             |
| 4.                          | War                                                                        | 6:29                        |                             |                             |                             |                             |                             |                             |                             |
| 5.                          | Soul Driven                                                                | 5:14                        |                             |                             |                             |                             |                             |                             |                             |
| 6.                          | Om                                                                         | 6:18                        |                             |                             |                             |                             |                             |                             |                             |
| 7.                          | Dynamics                                                                   | 5:08                        |                             |                             |                             |                             |                             |                             |                             |
| 8.                          | Unity                                                                      | 6:07                        |                             |                             |                             |                             |                             |                             |                             |
| 47:37                       |                                                                            |                             |                             |                             |                             |                             |                             |                             |                             |

## Personnel
Music
Devin Townsend – vocals, guitar, bass, keyboards, programming
Gene Hoglan – drums
Christian Olde Wolbers – upright bass
Andy Codrington – trombone
Chris Valagao Mina – guitar, backing vocal 
Erin Townsend, Lyn Townsend, Dave Townsend, Naomi, Tanya Evans, Lara Uthoff, Brad Jackson, Jennifer Lewis – additional vocals
Jamie Meyer - piano